# 샹잉

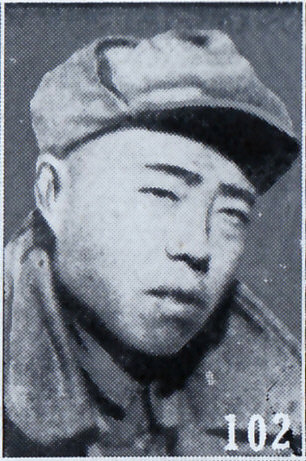
샹잉

샹잉(중국어: 项英, 병음: Xiàng Yīng, 1898년 - 1941년 3월 14일)은 중국 공산당 예하 초기 지도자 중의 한 명이다. 중앙정치국 상무위원을 역임했다.

## 생애
처음에는 중국 공산당에서 노동조직을 담당했으나, 국공 내전이 시작되면서 정치 및 군사 지도자로서 활동했다. 중국 공산당의 중화소비에트공화국 시대에는 중앙집행위원회 부주석 자리에 올랐다.
장정이 시작되던 1934년 10월, 샹잉은 중국 공산당의 장정 군이 국민혁명군에 의한 포위를 돌파하기 위한 지연 작전 위해 후방에 머물렀다. 샹잉이 장시 지역에 머물며, 국민혁명군에 대한 게릴라 작전을 전개하고 있는 동안에 마오쩌둥을 지도자로 한 공산당 장정군은 옌안을 목표로 했다.
1937년 7월에 중일 전쟁이 발발하여, 국민당과 공산당에 의한 제2차 국공 합작이 선언되면서, 샹잉의 게릴라부대는 합법적인 전투 부대인 신사군의 핵심이 되었다. 이 군은 일본군의 전선 후방에서 군사 행동을 실시하여, 옌안의 공산당 지도부와 난징부터 충칭까지 이동한 국민당 지도부 양쪽 모두에게서 명령을 받게 되었다.
양쪽 지도부로부터의 모순되는 명령은 혼란을 불러 일으켜, 결국 신사군 사건(新四軍事件)이 일어났다. 이 사건 당시, 신사군이 국민당군에 공격받았을 때, 샹잉은 직속 부하에게 돈을 옮기게 했지만, 자신의 부관이었던 신사군의 금 자산 담당, 류호우종에게 살해당했다. 류호우종은 샹잉과 2명의 장교를 살해하고, 돈을 갖고 사라져 국민당에 항복했지만, 국민당은 금을 받고 류호우종을 투옥했다. 류호우종은 나중에 풀려났지만 1949년 이후의 소식은 알려지지 않았다.